# Agrypon megahemicyclon
Agrypon megahemicyclon är en stekelart som beskrevs av Kusigemati 1991. Agrypon megahemicyclon ingår i släktet Agrypon och familjen brokparasitsteklar. Inga underarter finns listade i Catalogue of Life.